# Saigon Heat
Saigon Heat (Sức nóng của Sài Gòn) là một đội bóng rổ chuyên nghiệp có trụ sở tại Thành phố Hồ Chí Minh, Việt Nam, hiện đang thi đấu tại ASEAN Basketball League và Vietnam Basketball Association. Từ năm 2014, sân nhà của câu lạc bộ là Nhà thi đấu Lá Phong, nằm trong khuôn viên Trường Quốc tế Canada ở Quận 7 . Saigon Heat là đội bóng rổ chuyên nghiệp đầu tiên của Việt Nam.
Saigon Heat cũng có một đội bóng gọi là Team V thi đấu tại Giải bóng rổ vô địch quốc gia Việt Nam.(2012-2015)

## Lịch sử
Saigon Heat được thành lập bởi Trung tâm Đào tạo Thể thao Sài Gòn (SSA), một đơn vị đào tạo nhiều môn thể thao tại TP Hồ Chí Minh được thành lập từ tháng 1 năm 2009. Cơ sở này do một Việt kiều, Connor Nguyễn (Nguyễn Tăng Cường) đầu tư. Khác với hầu hết các câu lạc bộ thể thao khác được duy trì bằng tiền của nhà nước, Saigon Heat "tự thân vận động" và thi đấu chuyên nghiệp trên đấu trường quốc tế. Theo ông Connor Nguyễn: "Ước mong của Saigon Heat là để truyền cảm hứng cho một sự thay đổi trong cách nhận thức về thể thao tại Việt Nam. Để tự tin rằng thể thao Việt Nam có thể có thành công trên trường đấu quốc tế thông qua sự chuẩn bị thích hợp và một phương pháp tiếp cận phát triển dài hạn. Và cũng là để giới thiệu các đề án phát triển môn thể thao có thể là một ngành kinh doanh rất khả thi và giải trí ích lợi tại Việt Nam, nếu biết phát triển đúng cách". Sự thành lập của đội bóng rổ Saigon Heat đã tạo nên phong trào chơi bóng rổ cuồng nhiệt ở Việt Nam, đặc biệt là ở giới trẻ Sài Gòn.
Saigon Heat được công nhận là thành viên chính chức của Giải bóng rổ nhà nghề Đông Nam Á từ năm 2012.

## Tổng kết thành tích qua các mùa giải VBA
| Mùa giải  | HLV                | Vòng bảng       | Vòng bảng       | Vòng bảng       | Vòng bảng       | Vòng loại trực tiếp | Vòng loại trực tiếp | Chung Kết               | Chung Kết            |
| Mùa giải  | HLV                | Thắng           | Thua            | Tỷ lệ Thắng     | Xếp hạng        | Thắng               | Thua                | Đối đầu                 | Kết Quả              |
| --------- | ------------------ | --------------- | --------------- | --------------- | --------------- | ------------------- | ------------------- | ----------------------- | -------------------- |
| 2016      | Anthony Garbelotto | 11              | 5               | .688            | 1st             | 0                   | 2                   |                         | Hạng 4               |
| 2017      | David Singleton    | 9               | 6               | .600            | 2nd             | 0                   | 2                   |                         | Hạng 3               |
| 2018      | David Singleton    | 9               | 6               | .600            | 4th             | 0                   | 2                   |                         | Hạng 3               |
| 2019      | David Singleton    | 9               | 6               | .600            | 2nd             | 2                   | 0                   | vs. Cantho Catfish      | Vô địch (3-2)        |
| 2020      | Kevin Yurkus       | 10              | 2               | .830            | 1st             | 2                   | 0                   | vs. Thang Long Warriors | Vô địch (3-1)        |
| 2021      | Mùa giải bị hủy    | Mùa giải bị hủy | Mùa giải bị hủy | Mùa giải bị hủy | Mùa giải bị hủy | Mùa giải bị hủy     | Mùa giải bị hủy     | Mùa giải bị hủy         | Mùa giải bị hủy      |
| 2022      | Matt Van Pelt      | 9               | 3               | .750            | 1st             | 2                   | 0                   | vs. Hanoi Buffaloes     | Vô địch (3-0)        |
| 2023      | Matt Van Pelt      | 14              | 4               | .780            | 1st             | 2                   | 0                   | vs. Nha Trang Dolphins  | Vô địch (3-1)        |
| 2024      | HLV David Grice    | 15              | 5               | .750            | 1st             | 2                   | 0                   | vs. Cantho Catfish      | Vô địch (3-0)        |
| Tổng cộng | Tổng cộng          | 86              | 37              | .700            |                 | 10                  | 6                   | Năm chức vô địch VBA    | Năm chức vô địch VBA |

## Biểu trưng

Biểu trưng đầu tiên 2011–12
Biểu trưng mùa 2013
Biểu trưng hiện tại 2014–nay

## Sân nhà
- Trung tâm Văn hóa Thể thao Tân Bình (2012–2014)
- Nhà thi đấu Trường Quốc Tế Canada (2014–nay)

## Đội Hình
| Vị trí | Số áo | Tên                    | Quốc tịch | Chiều cao (m) | Cân nặng (kg) | Ngày, tháng, năm sinh (DD-MM-YYYY) |
| ------ | ----- | ---------------------- | --------- | ------------- | ------------- | ---------------------------------- |
| G      | 0     | Elijah Weaver          | Hoa Kì    | 1.97          | 93            | 30-12-1998                         |
| G      | 3     | Hoàng Tú               | Việt Nam  | 1.70          | 69            | 19-01-2001                         |
| F      | 6     | Nguyễn Phúc Vinh       | Việt Nam  | 1.88          | 82            | 11-09-2002                         |
| G      | 7     | Dư Minh An             | Việt Nam  | 1.77          | 74            | 11-08-1993                         |
| C/F    | 8     | Jevonnie Scott         | Canada    | 2.01          | 109           | 19-09-2000                         |
| G      | 11    | Võ Kim Bản             | Việt Nam  | 1.80          | 80            | 24-03-2000                         |
| C/F    | 12    | Nguyễn Huỳnh Phú Vinh  | Việt Nam  | 2.03          | 90            | 07-05-1998                         |
| G      | 13    | Nguyễn Anh Kiệt        | Việt Nam  | 1.80          | 65            | 24-02-2002                         |
| F      | 18    | Nguyễn Phan Hồng Phúc  | Việt Nam  | 1.92          | 74            | 18-01-2006                         |
| F      | 21    | Nguyễn Hoàng Minh Tuấn | Việt Nam  | 1.86          | 78            | 08-01-2007                         |
| G      | 24    | Lê Quang               | Việt Nam  | 1.75          | 72            | 18-06-1995                         |
| C/F    | 30    | Tim Waale              | Việt Nam  | 1.93          | 100           | 30-07-1998                         |
| G      | 81    | Hoàng Minh Khoa        | Việt Nam  | 1.82          | 70            | 08-11-1997                         |
| G      | 99    | Mladenovik Chí Anh     | Việt Nam  | 1.87          | 84            | 28-01-2001                         |

## Huấn luyện viên trưởng
- Robert Newson (2012)
- Jason Rabedeaux (2012–2014)
- Anthony Garbelotto (2014–2017)
- David Singleton (2017-2019)
- Kevin Yurkus (2019 - 2021)
- Matt Van Pelt (2021 - 2024)
- David Grice (2024 - nay)